# Nessia monodactyla
Nessia monodactyla är en ödleart som beskrevs av  Gray 1839. Nessia monodactyla ingår i släktet Nessia och familjen skinkar. Inga underarter finns listade i Catalogue of Life.